# دالي موراي (لاعب كرة قاعدة)
دالي موراي (بالإنجليزية: Dale Murray)‏ هو لاعب كرة قاعدة أمريكي، ولد في 2 فبراير 1950 في كورو في الولايات المتحدة.

## وصلات خارجية
- دالي موراي على موقع دوري كرة القاعدة الرئيسي (الإنجليزية)
- دالي موراي على موقعبيزبول رفرنس.كوم (الدوري الرئيسي) (الإنجليزية)
- دالي موراي على موقعبيزبول رفرنس.كوم (الدوري الثانوي) (الإنجليزية)
- دالي موراي على موقع إي إس بي إن.كوم (أم.أل.بي) (الإنجليزية)
- دالي موراي على موقع مشجعي الرسوم البيانية (الإنجليزية)